# Nikolaistraße (Leipzig)

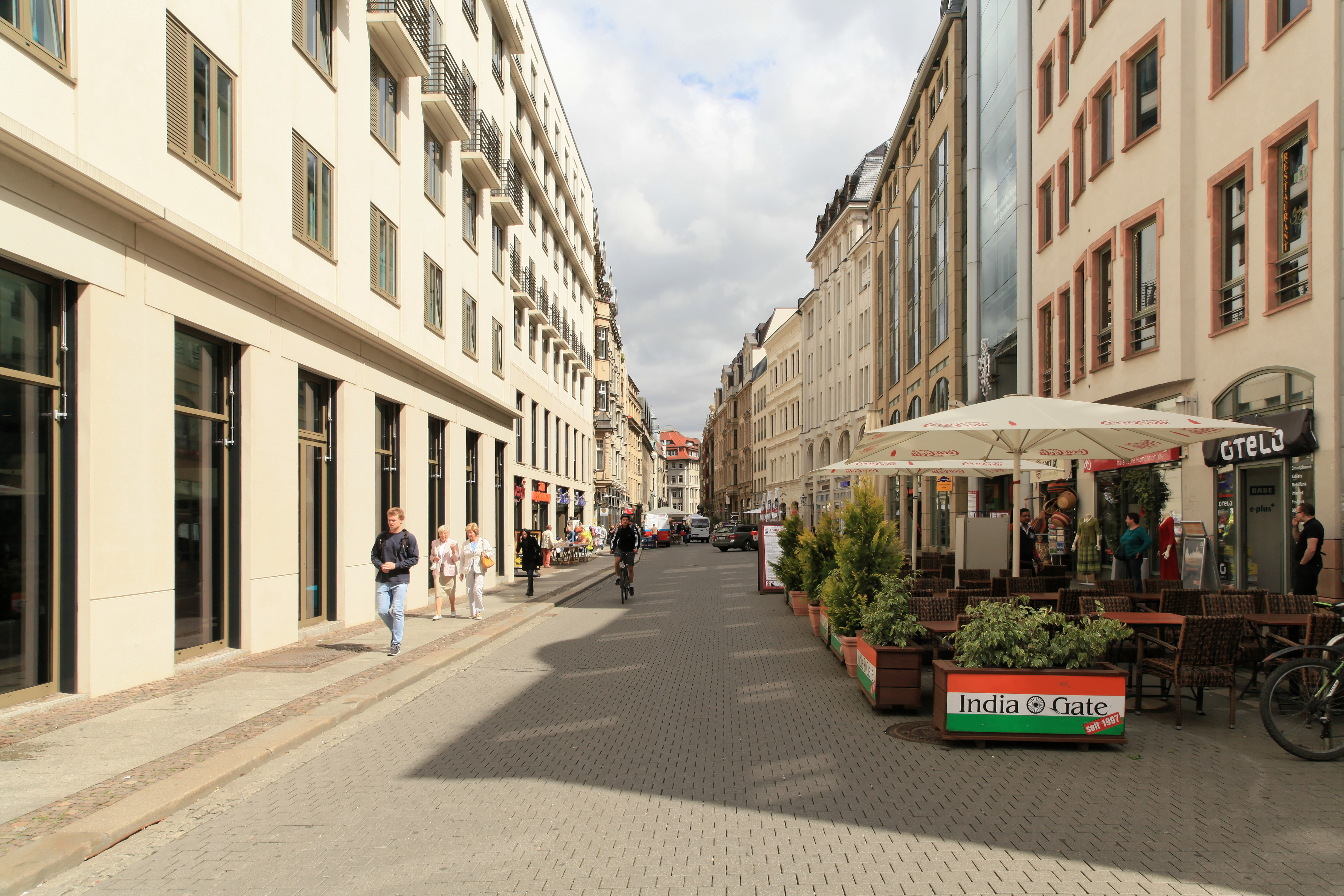
Freisitze in der Nikolaistraße nach Norden (2015)

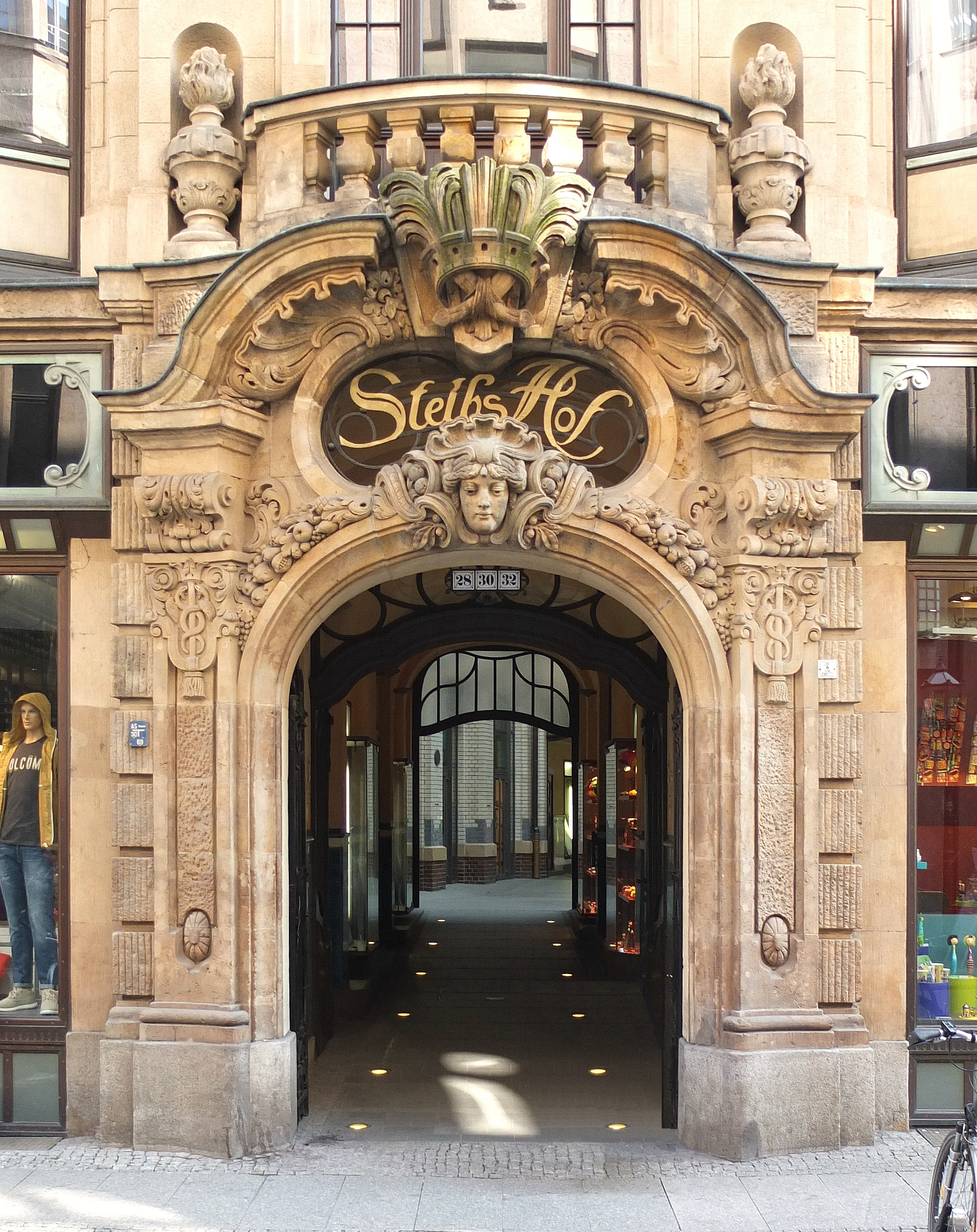
Eingang in Steibs Hof (2017)

Die Nikolaistraße (früher Nicolaistraße) ist eine 430 Meter lange Anliegerstraße in der Innenstadt von Leipzig, seit 1998 als Fußgängerzone ausgewiesen. Sie ist eine Geschäftsstraße in 1A-Lage.

## Verlauf
Die Nikolaistraße verläuft von der Richard-Wagner-Straße im Norden zur Grimmaischen Straße im Süden und stellt damit eine wichtige Fußgängerverbindung vom Hauptbahnhof ins Zentrum dar. Die Hausnummern werden allerdings in anderer Richtung, ausgehend von der Grimmaischen Straße, gezählt, die ungeraden Hausnummern auf der westlichen Straßenseite, die geraden auf der östlichen. Entlang der Nikolaistraße befindet sich eine geschlossene Bebauung mit vergleichsweise hoher Geschossigkeit, die nur von den Straßeneinmündungen des Brühl und des Schuhmachergäßchens sowie vom Nikolaikirchhof unterbrochen wird.
Von Norden aus gesehen, beginnt die Nikolaistraße an der Richard-Wagner-Straße, deren Verlauf die Lage der früheren Stadtmauer markiert. Der Hauptbahnhof befindet sich in Sichtweite, zwischen ihm und der Richard-Wagner-Straße sind die Verkehrsanlagen des Innenstadtrings und das Grün des Promenadenrings. Die Einmündung der Nikolaistraße bildet mit dem Harmelin-Haus und dem Park-Hotel eine torartige Situation aus, gleichsam wie ein Tor zur Innenstadt. Das erste Stück der Nikolaistraße bis zur Kreuzung mit dem Brühl ist etwa 100 Meter lang, die von hier nach einem leichten Knick direkt nach Süden weiterläuft. Nach weiteren 235 Metern erreicht sie den Nikolaikirchhof mit der Nikolaikirche auf ihrer Ostseite, während auf ihrer Westseite das schmale Schuhmachergäßchen einmündet, das eine Verbindung zur Reichsstraße und weiter zum Markt, dem Mittelpunkt der Stadt, herstellt.
Von der Nikolaikirche bis zur Grimmaischen Straße verläuft die Nikolaistraße noch etwa 100 Meter geradewegs weiter nach Süden. Jenseits davon findet sie ihre Fortsetzung in der Universitätsstraße.
Auf beiden Seiten der Straße befinden sich Zugänge zu historischen Durchgangshöfen. Durch diese sind die Reichsstraße als Parallelstraße im Westen und die Ritterstraße als Parallelstraße im Osten zu erreichen. Vielfach sind die Durchgänge als Passagen ausgebildet. Damit hat die Nikolaistraße Anschluss an das Netz der Leipziger Innenstadtpassagen.
Die wichtigsten Hausnummern auf der westlichen Seite:
- 3–9 Specks Hof mit seinen Passagen
- 13 ehemals Deutrichs Hof
- 21–23 ehemals Löhrs Hof
- 27, 29 Zeppelinhaus
- 39–45 Blauer Hecht
- 47–51 Selters Haus
- Eckhaus Brühl 52 Gloecks Haus
- 55 Das schwarze Hufeisen
- 57–59 Harmelin-Haus.

Die wichtigsten Hausnummern auf der östlichen Seite:
- Eckhaus Nikolaikirchhof 2 Alte Nikolaischule
- 10 Strohsack-Passage
- 16 Goldene Hand
- 20–26 Oelßners Hof
- 28–32 Steibs Hof.

Seit dem 1. Juli 1993 gehört die Straße zum Postleitbezirk 04109.

## Geschichte
Die Nikolaistraße ist nach der ältesten Stadtkirche Leipzigs, der Nikolaikirche, benannt, die 1422 das erste Mal urkundlich erwähnt wurde.
Historisch gesehen, war die Nikolaistraße ein Zentrum des Kürschnergewerbes.  Allein im Haus zum „Blauen Hecht“, der postalisch zur Nikolaistraße zählte, befanden sich 34 Pelzbetriebe. Kein Haus im Pelzhandelszentrum Brühl beherbergte mehr Mitglieder dieser Branche, aber verschiedentlich waren es 20 oder mehr Unternehmen. Ritterstraße, Reichsstraße, Richard-Wagner-Straße und Nikolaistraße umfassten ebenso viele Rauchwarenhändler (Pelzfellhändler) wie der Brühl selbst.
Das heutige prächtige Straßenbild entstand aber erst um die Wende vom 19. zum 20. Jahrhundert, als die älteren Handwerker- und Wohnhäuser großen, in die Tiefe gestaffelten Wohn- und Geschäftshäusern weichen mussten. Ursache war die Ausweitung des hiesigen Pelzhandels. 1799 beschrieb ein Chronist das Aussehen noch so:

„Überhaupt giebt es in diesem Theile der Stadt weit mehr hölzerne als massive Häuser, daher auch das Ansehen dieser Straße eben nicht sehr anlockt“

„... im unteren Theile der Nicolaistraße wohnen während der Messen die meisten Juden, daher diese Gegenden völlig einer Judenstadt gleichen.... etwas besser gebaut, obschon größtentheils aus Fachwerk, sind die Häuser auf der linken Seite ...“

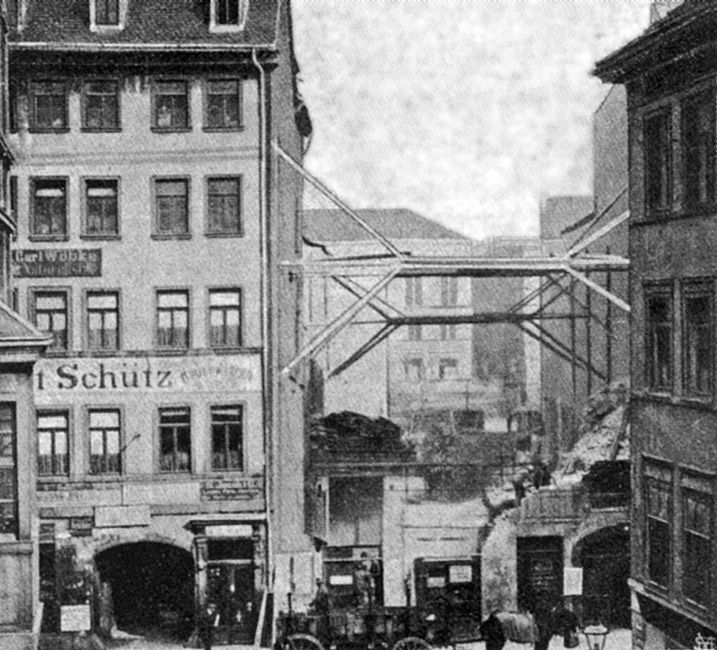
Straßendurchbruch 1908, links Schwarzes Hufeisen

Erst von 1908 bis 1912 erfolgte der Durchbruch der Nikolaistraße über den Brühl zur Parkstraße (seit 1913: Richard-Wagner-Straße). Dafür wurde der Durchhof Schwarzes Hufeisen abgerissen und neu gebaut. Grund war die bessere Anbindung des neuen Hauptbahnhofs ans Zentrum.
Im Herbst 1989 begannen die Montagsdemonstrationen auf dem Leipziger Ring stets mit dem Friedensgebet in der Nikolaikirche.

## Wissenschaftliche und kulturelle Einrichtungen
- N’Ostalgiemuseum, privates Museum über die DDR in Steibs Hof
- Leipziger Funzel, ehemaliges Kabarett in der Strohsack-Passage
- Institut für Kommunikations- und Medienwissenschaft der Universität Leipzig im Zeppelin-Haus
- Leibniz-Institut für Geschichte und Kultur des östlichen Europa in Specks Hof